# John Langshaw Austin
John Langshaw Austin (26 tháng 3 năm 1911 - 8 tháng 2 năm 1960) là một triết gia ngôn ngữ người Anh và là người đề xướng hàng đầu về triết học ngôn ngữ thông thường, có lẽ nổi tiếng nhất trong việc phát triển lý thuyết về hành vi lời nói.
Austin chỉ ra rằng chúng ta sử dụng ngôn ngữ để thực hiện mọi việc cũng như để khẳng định mọi thứ và rằng việc phát biểu một câu như "Tôi hứa sẽ làm như vậy" được hiểu là tốt nhất là thực hiện một điều gì đó - thực hiện một lời hứa - thay vì thực hiện một khẳng định về bất cứ điều gì. Do đó, tên của một trong những tác phẩm nổi tiếng nhất của ông Làm thế nào để làm mọi việc với từ ngữ. Austin, trong việc cung cấp lý thuyết về hành vi lời nói của mình, đưa ra một thách thức lớn đối với triết lý ngôn ngữ, vượt xa chỉ đơn thuần là làm sáng tỏ một lớp các hình thức câu hình thái có chức năng thực hiện những gì họ đặt tên. Công việc của Austin cuối cùng cho thấy rằng tất cả lời nói và mọi phát ngôn là việc làm một cái gì đó bằng lời nói và dấu hiệu, thách thức một siêu hình học của ngôn ngữ sẽ đặt ra biểu thị, khẳng định mệnh đề là bản chất của ngôn ngữ và ý nghĩa ngôn ngữ

## Cuộc đời
Austin được sinh ra ở Lancaster, Anh, con trai thứ hai của Geoffrey Langshaw Austin (1884-1971), một kiến trúc sư, và vợ Mary Hutton Bowes-Wilson (1883 -1948; née Wilson). Năm 1921, gia đình chuyển đến Scotland, nơi cha của Austin trở thành thư ký của Trường St Leonards, St Andrew. Austin được giáo dục tại Trường Shrewsbury năm 1924, kiếm được học bổng về Kinh điển, và tiếp tục học Kinh điển tại Đại học Balliol, Oxford năm 1929.
Năm 1933, ông đã nhận được giải Nhất trong Literae Humaniores (Kinh điển và Triết học) cũng như Giải thưởng Gaisford cho văn xuôi Hy Lạp và danh hiệu hạng nhất trong trận chung kết. Literae Humaniores đã giới thiệu cho ông triết lý nghiêm túc và khiến ông có hứng thú suốt đời với Aristotle. Ông đảm nhận vị trí giảng dạy đầu tiên vào năm 1935, với tư cách là đồng nghiệp và gia sư tại Magdalen College, Oxford.
Những sở thích ban đầu của Austin bao gồm Aristotle, Kant, Leibniz và Plato (đặc biệt là Theaetetus). Những ảnh hưởng đương đại hơn của ông bao gồm đặc biệt là G. E. Moore, John Cook Wilson và H. A. Prichard. Những ảnh hưởng đương đại đã định hình quan điểm của họ về các câu hỏi triết học nói chung trên cơ sở chú ý cẩn thận đến những đánh giá cụ thể hơn mà chúng ta đưa ra. Họ đã đưa ra những đánh giá cụ thể của chúng tôi để an toàn hơn những đánh giá chung hơn. Thật hợp lý khi một số khía cạnh của cách tiếp cận đặc biệt của Austin đối với các câu hỏi triết học xuất phát từ sự tham gia của anh ấy với ba người cuối cùng.
Trong Thế chiến II, Austin phục vụ trong Quân đoàn Tình báo Anh. Người ta đã nói với ông rằng, "ông ta hơn bất kỳ ai chịu trách nhiệm về tính chính xác cứu mạng của trí thông minh D-Day" (báo cáo trong Warnock 1963: 9). Austin rời quân đội với cấp bậc trung tá và được vinh danh vì công việc tình báo với một OBE (Sĩ quan của Huân chương Anh), Croix de guerre của Pháp, và Sĩ quan Quân đoàn Hoa Kỳ.
Sau chiến tranh, Austin trở thành Giáo sư triết học đạo đức của White tại Oxford, với tư cách là thành viên giáo sư của trường đại học Corpus Christi. Anh bắt đầu tổ chức "Buổi sáng thứ bảy của Austin" nổi tiếng, nơi các sinh viên và đồng nghiệp sẽ thảo luận về việc sử dụng ngôn ngữ (và đôi khi là sách về ngôn ngữ) qua trà và crumpets, nhưng được xuất bản rất ít.
Austin đã đến thăm Harvard và Berkeley vào giữa những năm 50, vào năm 1955, đưa ra các bài giảng của người trưởng thành. William James tại Harvard sẽ trở thành Cách thực hiện những điều có lời, và đưa ra một cuộc hội thảo về những lý do mà tài liệu của họ sẽ tìm đến "Lời cầu xin". Chính tại thời điểm này, anh đã gặp và kết bạn với Noam Chomsky. Ông là chủ tịch của Hiệp hội Aristoteles từ năm 1956 đến 1957.
Austin qua đời ở tuổi 48 vì bệnh ung thư phổi. Vào thời điểm đó, ông đang phát triển một lý thuyết ngữ nghĩa dựa trên biểu tượng âm thanh, sử dụng các từ ngữ tiếng Anh làm dữ liệu.